# 1200 Micrograms
1200 Micrograms (англ.  1200 микрограмм, часто сокращают до 1200 Mics, старые треки выпускались также под названием 1200 Mics) — музыкальный проект, образованный в 1999 году и работающий в стиле психоделического и гоа транса. Их музыку отличает использование электрогитар и живых инструментов с фокусированием на темах, связанных с психоделическими веществами.

## Проект
Проект 1200 Micrograms был основан Раджа Рамом (Raja Ram) в 1999 году. TIP World Records завязал длительные отношения с GMS и Раджа Рам захотел сформировать нечто вроде «супергруппы» в составе Bansi и Riktam’a из GMS, а также своего давнего друга и коллеги — Chicago. Чикаго оказывал весомую поддержку лейблу с момента его основания по части диджеинга и написания музыки, а также постоянно помогал Раджа Раму в течение многих лет. Раджа Рам хотел сформировать коллектив, собрав всех этих музыкантов в студии для написания нового интересного материала для TIP World Records. Сформировался проект летом 99-го в студии «Triball studio’s» на Ибице.
Участники проекта — Раджа Рам, Riktam, Bansi и Chicago. Название 1200 Micrograms было выбрано после того, как Раджа Рам принял 1200 микрограмм ЛСД в процессе работы над первым альбомом проекта для того, чтобы преодолеть трудности в написании одной из композиций, сказав об этом своему другу Полу Тэйлору: «Боже, Пол, я принял 1200 микрограмм!».
Идея проекта пришла к Раму в то время, как он обдумывал запись альбома, посвящённого его любимым психоактивным веществам. Первый альбом проекта, получивший одноимённое название, содержит 9 композиций о таких веществах, как аяуаска, гашиш, мескалин, ЛСД, марихуана, экстази, волшебные грибы, Salvia divinorum и DMT. Также альбом содержит множество цитат из работ Теренса МакКенны и семплы из фильмов, в частности, из фильма «Страх и ненависть в Лас-Вегасе». Альбом оказался очень успешным, и в 2003 году группа выпустила музыкальный видеоклип к композиции Marijuana.
Позже проект выпустил ещё 3 студийных альбома — Heroes of the Imagination, The Time Machine и Magic Numbers. Несмотря на популярность, критики отрицательно отзывались об альбомах группы.
В 2010 году группа записала пластинку «Gramology» на основе нескольких новых треков, которые были подготовлены на Ибице.

## Дискография

### Альбомы
- 1200 Micrograms (TIP World 2002)
- Heroes of the Imagination (TIP World 2003)
- The Time Machine (TIP World 2004)
- 1200 Micrograms Remixes (TIP World 2006)
- Magic Numbers (TIP World 2007)
- 1200 Mic’s (TIP World 2013)
- 1200 Micrograms — The Changa Sessions EP (2015)

### ЕP, Promo, Live
- 1200 Micrograms / GMS — 1200 Mics / The Warp EP (1999)
- GMS & 1300 Mics / Shpongle — The Crystal Skulls EP (12", EP) (2001)
- The Mescalator EP (2002)
- 1200 Mics / Melicia — Money For Nothing / Running Out Of Time (1200 Mic's Remix) EP (2003)
- Acid For Nothing EP (2003)
- LSD EP (2003)
- High Paradise Promo Cds Sounds Int (2004)
- Live in Brazil (TIP World 2005)
- Drugs, Music And Magic EP (2006)
- Gramology (TIP World 2010)
- 96% (2012)
- A Trip Inside The Outside (Tip Records, 2013)

### Одиночные треки
- 1200 Micrograms Vs. Michelle Adamson — God Of Rock (Unreleased) (2007)